# Stari Sanjarî, Novi Sanjarî
Stari Sanjarî (în ucraineană Старі Санжари) este o comună în raionul Novi Sanjarî, regiunea Poltava, Ucraina, formată numai din satul de reședință.

## Demografie
Componența lingvistică a comunei Stari Sanjarî
     Ucraineană (93,3%)
     Rusă (6,16%)
     Alte limbi (0,47%)
Conform recensământului din 2001, majoritatea populației comunei Stari Sanjarî era vorbitoare de ucraineană (93,3%), existând în minoritate și vorbitori de rusă (6,16%).